# عملية المراقبة البحرية
عملية المراقبة البحرية كانت إحدى عمليات الناتو أثناء حرب البوسنة والهرسك لرصد الامتثال للعقوبات المفروضة على يوغوسلافيا السابقة بموجب قراري مجلس الأمن التابع للأمم المتحدة 713 (1991) و 757 (1992). بدأت العملية في 16 يوليو 1992 واستمرت حتى 22 نوفمبر 1992. تحت المراقبة البحرية قامت سفن الناتو من المجموعة البحرية الدائمة لحلف الناتو 1 والمجموعة البحرية الدائمة لحلف الناتو 2 بدوريات في المياه الدولية قبالة ساحل الجبل الأسود. أثناء قيام قوات الناتو بدوريات قبالة سواحل الجبل الأسود نفذ الاتحاد الأوروبي الغربي عملية موازية أطلق عليها اسم عملية اليقظة الحادة في مضيق أطرانط. تم إنهاء عملية المراقبة البحرية في 22 نوفمبر 1992 واستبدلت بعملية الحرس البحري الأكثر عدوانية.